# Shepherd Moons
Shepherd Moons ((engelsk): hyrdemåner) er det tredje studiealbum fra den irske musiker Enya. Det blev udgivet d. 4. november 1991, og vandt en Grammy Award for Best New Age Album i 1993. Det toppede som #1 på den britiske albumhitliste, og nåede Top 20 i USA, hvor den toppede som #17 på Billboard 200. Det forblev på Billboards hitlister i 199 uger i træk, og 238 uger i alt.

## Spor
| Nr. | Titel                          | Længde |
| --- | ------------------------------ | ------ |
| 1.  | "Shepherd Moons"               | 3:42   |
| 2.  | "Caribbean Blue"               | 3:58   |
| 3.  | "How Can I Keep from Singing?" | 4:23   |
| 4.  | "Ebudæ"                        | 1:54   |
| 5.  | "Angeles"                      | 3:57   |
| 6.  | "No Holly for Miss Quinn"      | 2:40   |
| 7.  | "Book of Days" ()              | 2:32   |
| 8.  | "Evacuee"                      | 3:50   |
| 9.  | "Lothlórien"                   | 2:08   |
| 10. | "Marble Halls"                 | 3:53   |
| 11. | "Afer Ventus"                  | 4:05   |
| 12. | "Smaointe..."                  | 6:07   |

### Singler
- "Caribbean Blue" blev udgivet med "Orinoco Flow", "As Baile", "Angeles" og "Oriel Window" som yderligere numre.
- "How Can I Keep from Singing?" blev udgivet sammen med "Oíche Chiún" og "'S Fagaim Mo Bhaile". (Chiún er en stavefejl af Chiúin). I albumnoterne mangler teksten til sangen en del, selvom den fulde tekst var inkluderet på videoen, som er en forkortet udgave af originalen.
- "Book of Days" blev udgivet med "Watermark", "On Your Shore" og "Exile" som yderligere numre.

## Hitlister
| Chart                             | Position |
| --------------------------------- | -------- |
| Australian ARIA Album Chart       | 8        |
| Austrian Albums Chart             | 31       |
| Canadian RPM Albums Chart         | 7        |
| Dutch Albums Chart                | 7        |
| German Media Control Albums Chart | 21       |
| Hungarian Albums Chart            | 35       |
| Japanese Oricon Albums Chart      | 23       |
| New Zealand Albums Chart          | 3        |
| Norwegian Albums Chart            | 2        |
| Swedish Albums Chart              | 5        |
| Swiss Albums Chart                | 13       |
| UK Albums Chart                   | 1        |
| U.S. Billboard 200                | 17       |

| Chart (1991)            | Position |
| ----------------------- | -------- |
| UK Albums Chart         | 20       |
| Chart (1992)            | Position |
| Australian Albums Chart | 44       |
| UK Albums Chart         | 41       |
| US Billboard 200        | 28       |
| Chart (1993)            | Position |
| US Billboard 200        | 75       |
| Chart (1995)            | Position |
| US Billboard 200        | 189      |

## Medvirkende
- Enya – Percussion, keyboards, vokal, klaver
- Andy Duncan – percussion
- Roy Jewitt – klarinet
- Liam O'Flynn – uillean pipes
- Nicky Ryan – Andre vokaler, yderligere percussion
- Steve Sidwell – kornet

## Produktion
- Producer: Nicky Ryan
- Executive Producer: Rob Dickins
- Engineers: Gregg Jackman, Nicky Ryan
- Assistant engineer: Robin Barclay
- Mixing: Gregg Jackman, Nicky Ryan
- Arranger: Enya, Nicky Ryan
- Photography: David Scheinmann
- Wardrobe by The New Renaissance

## Priser
Grammy Awards
| År   | Vinder         | Kategori           |
| ---- | -------------- | ------------------ |
| 1993 | Shepherd Moons | Best New Age Album |

- IFPI Platinum European Award
- Billboard Music Award
- NARM Best Selling Album[26]